# Šipovik
Šipovik je naseljeno mjesto u općini Travnik, Federacija Bosne i Hercegovine, BiH.

## Zemljopis
Selo je smješteno u podnožju planine Vilenica, jugozapadno od Travnika, 2 kilometra od centra grada. Nalazi se na desnoj obali rijeke Lašve. Rijeka Lašva razdvaja Šipovik i Kalibunar. Na istoku graniči sa selom Pirota, na zapadu sa selom Kokošari i na jugu sa selom Vidoševići. Šipovik pripada župi Ovčarevo.

## Povijest
Selo Šipovik se prvi put pismeno spominje 1736. godine u izvješću biskupa fra Mate Delivića, koje je sačinio prilikom posjeta Lašvanskoj župi. U tom izvješću je spomenuto da selo Šipovik ima 6 kuća, 28 duša i 19 krizmanika.
U prošlosti se stanovništvo uglavnom bavilo zemljoradnjom, stočarstvom i iskorištavanjem šume. 
Nakon Drugog svjetskog rata uz Šipovik se gradi tekstilna i obućarska tvornica "Borac" te se većina stanovništva zapošljava u toj tvornici. 
Tijekom Hrvatsko-bošnjačkog rata 1993. – 1994. god. dolazi do masovnog egzodusa domicilnog stanovništva. U Šipoviku je ostalo dvadesetak, uglavnom starijih civila koji su bili cijeli rat zastrašivani, maltretirani i ubijani. U tom periodu Šipovik naseljavaju muslimanski prognanici iz bosanske Krajine. Selo je većim dijelom opljačkano i devastirano. 
Do prvog značajnijeg povratka dolazi tijekom 1996. godine. U 1997. i 1998. godini, na području travničke općine dogodilo ukupno osam ubojstava Hrvata (šest civila povratnika i dva policajca). Jedno od ubojstava se dogodilo u Šipoviku. U periodu od 1996. – 2000., usprkos napadima na povratnike, vraća se polovica domicilnog stanovništva a muslimanski prognanici su se iselili. 

## Stanovništvo

### 1991.
Nacionalni sastav stanovništva 1991. godine, bio je sljedeći:
ukupno: 352
- Hrvati - 308 (87,5%)
- Srbi - 4 (1,14%)
- Jugoslaveni - 23 (6,53%)
- ostali, neopredijeljeni i nepoznato - 17 (4,83%)

### 2013.
Nacionalni sastav stanovništva 2013. godine, bio je sljedeći:
ukupno: 202
- Hrvati - 197 (97,52%)
- Bošnjaci - 2 (0,99%)
- Srbi - 1 (0,50%)
- ostali, neopredijeljeni i nepoznato - 2 (0,99%)

## Vanjske poveznice
- Satelitska snimka  Arhivirana inačica izvorne stranice od 13. ožujka 2021. (Wayback Machine)